# Harmondsworth
Harmondsworth är en ort i Storbritannien.   Den ligger i grevskapet Greater London och riksdelen England, i den södra delen av landet, 24 km väster om huvudstaden London. Harmondsworth ligger 29 meter över havet och antalet invånare är 879.
Terrängen runt Harmondsworth är platt. Runt Harmondsworth är det mycket tätbefolkat, med 2 915 invånare per kvadratkilometer. Närmaste större samhälle är Slough, 8,5 km väster om Harmondsworth. Runt Harmondsworth är det i huvudsak tätbebyggt.